# Большая Боёвка
Больша́я Боёвка — село, центр Большебоевского сельского поселения Долгоруковского района Липецкой области.

## География
Село находится в восточной части района, в 16 км к северо-востоку от села Долгоруково.

## История
Большая Боёвка возникла в последней четверти XVII века. «За участие в «Чигринских походах» дети боярские Боев и Меркулов, выходцы из сёл Калабино и Нережа невдалеке от родных мест получили землю и основали здесь селение, которое получило название по фамилии одного из них».
До 1879 года Большая Боевка входила в приход села Богородицкого (ныне село Каменское Елецкого района), в этом же году с разрешения Епархиального начальства был построен в селе деревянный молитвенный дом. В 1884 году вследствие нового прошения местных жителей об устройстве храма, им было разрешено приспособить молитвенный дом к храму. В 1886 году храм был освящен в честь святого Николая и образован при нём самостоятельный приход.
В Списках населённых мест Орловской губернии 1866 года Большая Боёвка упоминается как деревня казённая, в ней 35 дворов и 515 жителей. В переписи населения СССР 1926 года отмечается как село с 198 дворами и 929 жителями.
До 1918 года Большая Боёвка относилась к Каменской волости, а с 1918 года была образована самостоятельная Больше-Боёвская волость Елецкого уезда Орловской губернии. В 1928 году село вошло в состав Долгоруковского района Елецкого округа Центрально-Чернозёмной области. После разделения ЦЧО в 1934 году Долгоруковский район, а вместе с ним и село, вошёл в состав Воронежской, в 1935 — Курской, а в 1939 году — Орловской области. После образования 6 января 1954 года Липецкой области Долгоруковский район включён в её состав.

## Население
| 2010 |
| ---- |
| 521  |

## Достопримечательности
Храм святителя Николая Чудотворца 1886 года постройки.
В 1879 году в Большой Боёвке был устроен молельный дом, но вследствие тесноты в 1884 году его прихожане подали прошение об открытии и обустройстве церкви в их селе. В 1886 году состоялось освящение храма. При церкви состоял 3-х членный причт; имелись церковные дома для причта, церковная земля в 36 десятин, земская школа и 4 школы грамоты. Также в храме имелись три чтимые иконы: 1) Божьей Матери «Скоропослушницы», 2) св. Великомученика Пантелеймона и 3) Успения Божией Матери. Первые две были привезены со святой горы Афонской, а последняя из Киева. В состав прихода кроме села Большой Боёвки входили и деревни: Жемчужникова, Богдановка, Зыбинка, Голофеевка, Малая Слепушка, Терновка, Рябинка, Марьина, Михайловка-Орловка, Селихова, Ивановка-Александровка, Голикова-Васильевка и Ивановское-Бахтина. В начале XX века количество прихожан обоего пола составляло 2566 душ.

## Транспорт
Большая Боёвка связана с районным центром асфальтированной автодорогой. Грунтовыми дорогами связана с деревнями Жемчужникова, Марьина, Зыбинка, и селом Каменское Елецкого района.
В село из районного центра ежедневно курсирует автобус по маршруту Долгоруково — Слепуха.
Через Большую Боёвку проходит железная дорога линии Елец — Касторная. Близ села находится станция Плоты.